# Marsdenia maingayi
Marsdenia maingayi är en oleanderväxtart som först beskrevs av Joseph Dalton Hooker, och fick sitt nu gällande namn av P.I. Forster. Marsdenia maingayi ingår i släktet Marsdenia och familjen oleanderväxter. Inga underarter finns listade i Catalogue of Life.